# Canoa/kayak ai Giochi della XX Olimpiade - K2 1000 metri maschile
La competizione del K2 1000 metri maschile di Canoa/kayak ai Giochi della XX Olimpiade si è disputata nei giorni dal 5 al 9 settembre 1972 presso il Regattastrecke Oberschleißheim di Oberschleißheim.

## Programma
| Data             | Round        | Nota                                            |
| ---------------- | ------------ | ----------------------------------------------- |
| 5 settembre 1972 | 3 Batterie   | I primi 3 in semifinale. I restanti ai recuperi |
| 7 settembre 1972 | 3 Recuperi   | I primi 3 in semifinale                         |
| 8 settembre 1972 | 3 Semifinali | I primi 3 in finale                             |
| 9 settembre 1972 | Finale       |                                                 |

## Risultati

### Batterie
| Pos. | Nazione   | Atleti                                | 500 m   | Finale  | Nota |
| ---- | --------- | ------------------------------------- | ------- | ------- | ---- |
| 1    | Ungheria  | József Deme, János Rátkai             | 1'46"61 | 3'41"63 | Q    |
| 2    | Austria   | Günther Pfaff, Helmut Hediger         | 1'47"84 | 3'43"34 | Q    |
| 3    | Bulgaria  | Vasil Chilingirov, Aleksandar Donkov  | 1'47"56 | 3'45"06 | Q    |
| 4    | Danimarca | Jens Sørensen, Jørgen Andersen        | 1'51"12 | 3'46"32 |      |
| 5    | Francia   | Jean-Pierre Cordebois, Didier Niquet  | 1'51"84 | 3'52"12 |      |
| 6    | Australia | Adrian Powell, Graham Johnson         | 1'48"97 | 3'53"23 |      |
| 7    | Spagna    | Herminio Menéndez, José María Esteban | 1'48"99 | 3'53"92 |      |
| 8    | Cuba      | Edicto Gilbert, Rogelio Chirino       | 1'53"66 | 3'57"41 |      |
| 9    | Irlanda   | Howard Watkins, Brendan O'Connell     | 1'52"69 | 3'59"04 |      |

| Pos. | Nazione       | Atleti                               | 500 m   | Finale  | Nota |
| ---- | ------------- | ------------------------------------ | ------- | ------- | ---- |
| 1    | Germania Est  | Reiner Kurth, Alexander Slatnow      | 1'50"93 | 3'46"05 | Q    |
| 2    | Polonia       | Władysław Szuszkiewicz, Rafał Piszcz | 1'49"71 | 3'48"13 | Q    |
| 3    | Italia        | Paolo Malacarne, Francesco De Santis | 1'52"03 | 3'50"06 | Q    |
| 4    | Canada        | Denis Barré, Jean Barré              | 1'49"30 | 3'51"30 |      |
| 5    | Gran Bretagna | Doug Parnham, Robin Avery            | 1'50"95 | 3'51"93 |      |
| 6    | Svezia        | Berndt Andersson, Bo Berglund        | 1'52"39 | 3'54"75 |      |
| 7    | Stati Uniti   | Jack Brosius, Alan Whitney           | 1'54"23 | 3'55"38 |      |
| 8    | Jugoslavia    | Ivan Ohmut, Miloš Kralj              | 1'51"44 | 4'23"20 |      |

| Pos. | Nazione          | Atleti                                       | 500 m   | Finale  | Nota   |
| ---- | ---------------- | -------------------------------------------- | ------- | ------- | ------ |
| 1    | Unione Sovietica | Nikolaj Gorbačëv, Viktor Kratasjuk           | 1'46"63 | 3'42"18 | Q      |
| 2    | Romania          | Costel Coşniţă, Vasile Simiocenco            | 1'47"17 | 3'43"33 | Q      |
| 3    | Germania Ovest   | Hans-Jürgen Riemenschneider, Horst Mattern   | 1'49"69 | 3'45"78 | Q      |
| 4    | Belgio           | Marc Moens, Herman Naegels                   | 1'50"92 | 3'47"02 |        |
| 5    | Nuova Zelanda    | Don Cooper, Tom Dooney                       | 1'50"90 | 3'56"48 |        |
| 6    | Messico          | Gilberto Soriano, Horacio Flores             | 1'52"41 | 4'03"99 |        |
| 7    | Costa d'Avorio   | Barthélemy Koffi Baugré, Paul Gnamia M'Boule | 1'55"02 | 4'04"00 |        |
| -    | Norvegia         | Terje Wesche, Per Blom                       | 1'51"57 |         | Squal. |

### Recuperi
| Pos. | Nazione       | Atleti                                | 500 m   | Finale  | Nota |
| ---- | ------------- | ------------------------------------- | ------- | ------- | ---- |
| 1    | Danimarca     | Jens Sørensen, Jørgen Andersen        | 1'48"85 | 3'40"52 | Q    |
| 2    | Spagna        | Herminio Menéndez, José María Esteban | 1'47"94 | 3'40"54 | Q    |
| 3    | Gran Bretagna | Doug Parnham, Robin Avery             | 1'47"29 | 3'40"65 | Q    |
| 4    | Irlanda       | Howard Watkins, Brendan O'Connell     | 1'50"37 | 3'45"18 |      |
| 5    | Nuova Zelanda | Don Cooper, Tom Dooney                | 1'49"05 | 3'45"65 |      |
| 6    | Jugoslavia    | Ivan Ohmut, Miloš Kralj               | 1'50"70 | 3'46"05 |      |

| Pos. | Nazione        | Atleti                                       | 500 m   | Finale  | Nota |
| ---- | -------------- | -------------------------------------------- | ------- | ------- | ---- |
| 1    | Australia      | Adrian Powell, Graham Johnson                | 1'46"21 | 3'41"77 | Q    |
| 2    | Stati Uniti    | Jack Brosius, Alan Whitney                   | 1'50"71 | 3'47"91 | Q    |
| 3    | Canada         | Denis Barré, Jean Barré                      | 1'48"21 | 3'49"48 | Q    |
| 4    | Costa d'Avorio | Barthélemy Koffi Baugré, Paul Gnamia M'Boule | 1'50"96 | 3'54"03 |      |

| Pos. | Nazione | Atleti                               | 500 m   | Finale  | Nota |
| ---- | ------- | ------------------------------------ | ------- | ------- | ---- |
| 1    | Francia | Jean-Pierre Cordebois, Didier Niquet | 1'46"99 | 3'40"44 | Q    |
| 2    | Belgio  | Marc Moens, Herman Naegels           | 1'46"58 | 3'41"23 | Q    |
| 3    | Svezia  | Berndt Andersson, Bo Berglund        | 1'48"10 | 3'42"93 | Q    |
| 4    | Cuba    | Edicto Gilbert, Rogelio Chirino      | 1'47"80 | 3'44"15 |      |
| 5    | Messico | Gilberto Soriano, Horacio Flores     | 1'52"19 | 3'50"61 |      |

### Semifinali
| Pos. | Nazione        | Atleti                                     | 500 m   | Finale  | Nota |
| ---- | -------------- | ------------------------------------------ | ------- | ------- | ---- |
| 1    | Ungheria       | József Deme, János Rátkai                  | 1'43"52 | 3'30"71 | Q    |
| 2    | Polonia        | Władysław Szuszkiewicz, Rafał Piszcz       | 1'44"23 | 3'34"50 | Q    |
| 3    | Germania Ovest | Hans-Jürgen Riemenschneider, Horst Mattern | 1'45"43 | 3'35"18 | Q    |
| 4    | Danimarca      | Jens Sørensen, Jørgen Andersen             | 1'46"49 | 3'38"61 |      |
| 5    | Svezia         | Berndt Andersson, Bo Berglund              | 1'48"09 | 3'41"64 |      |
| 6    | Stati Uniti    | Jack Brosius, Alan Whitney                 | 1'49"44 | 3'46"43 |      |

| Pos. | Nazione       | Atleti                               | 500 m   | Finale  | Nota |
| ---- | ------------- | ------------------------------------ | ------- | ------- | ---- |
| 1    | Germania Est  | Reiner Kurth, Alexander Slatnow      | 1'45"22 | 3'32"82 | Q    |
| 2    | Romania       | Costel Coşniţă, Vasile Simiocenco    | 1'42"85 | 3'34"60 | Q    |
| 3    | Bulgaria      | Vasil Chilingirov, Aleksandar Donkov | 1'44"20 | 3'36"39 | Q    |
| 4    | Australia     | Adrian Powell, Graham Johnson        | 1'46"50 | 3'36"40 |      |
| 5    | Gran Bretagna | Doug Parnham, Robin Avery            | 1'44"79 | 3'39"36 |      |
| 6    | Belgio        | Marc Moens, Herman Naegels           | 1'45"60 | 3'42"52 |      |

| Pos. | Nazione          | Atleti                                | 500 m   | Finale  | Nota |
| ---- | ---------------- | ------------------------------------- | ------- | ------- | ---- |
| 1    | Unione Sovietica | Nikolaj Gorbačëv, Viktor Kratasjuk    | 1'41"46 | 3'30"69 | Q    |
| 2    | Austria          | Günther Pfaff, Helmut Hediger         | 1'42"96 | 3'34"09 | Q    |
| 3    | Francia          | Jean-Pierre Cordebois, Didier Niquet  | 1'46"10 | 3'35"21 | Q    |
| 4    | Spagna           | Herminio Menéndez, José María Esteban | 1'43"94 | 3'35"46 |      |
| 5    | Canada           | Denis Barré, Jean Barré               | 1'44"20 | 3'38"56 |      |
| 6    | Italia           | Paolo Malacarne, Francesco De Santis  | 1'45"88 | 3'40"06 |      |

### Finale
| Pos.    | Nazione          | Atleti                                     | 500 m   | Finale  | Nota |
| ------- | ---------------- | ------------------------------------------ | ------- | ------- | ---- |
| Oro     | Unione Sovietica | Nikolaj Gorbačëv, Viktor Kratasjuk         | 1'41"74 | 3'31"23 |      |
| Argento | Ungheria         | József Deme, János Rátkai                  | 1'43"67 | 3'32"00 |      |
| Bronzo  | Polonia          | Władysław Szuszkiewicz, Rafał Piszcz       | 1'44"86 | 3'33"83 |      |
| 4       | Germania Est     | Reiner Kurth, Alexander Slatnow            | 1'46"79 | 3'34"16 |      |
| 5       | Romania          | Costel Coşniţă, Vasile Simiocenco          | 1'43"73 | 3'35"66 |      |
| 6       | Francia          | Jean-Pierre Cordebois, Didier Niquet       | 1'48"31 | 3'36"51 |      |
| 7       | Austria          | Günther Pfaff, Helmut Hediger              | 1'45"18 | 3'36"61 |      |
| 8       | Germania Ovest   | Hans-Jürgen Riemenschneider, Horst Mattern | 1'47"85 | 3'38"67 |      |
| 9       | Bulgaria         | Vasil Chilingirov, Aleksandar Donkov       | 1'46"44 | 3'45"40 |      |